# Luzon
Luzon és l'illa principal de les Filipines, tant en superfície (104.688 km², la 17a més gran del món), població (39.500.000 habitants l'any 2000, la 5a més poblada del món) com políticament, ja que és on es troba la capital, Manila, i la ciutat més poblada Quezon City.
També fa referència a un dels tres grups d'illes de l'arxipèlag filipí, juntament amb les Visayas i Mindanao. El grup de Luzon inclou l'illa homònima i, al nord, les illes Batanes i Babuyan, mentre que al sud comprèn també les illes de Catanduanes, Marinduque, Masbate, Romblon i Mindoro. Pel que fa a l'arxipèlag de Palawan, al sud-oest, tradicionalment adscrit al grup de Luzon, des del 2005 hi ha un projecte de llei del Parlament perquè aquesta província insular passi administrativament a la Regió VI o de les Visayas Occidentals; de moment, però, el canvi encara no s'ha portat a la pràctica.

## Etimologia

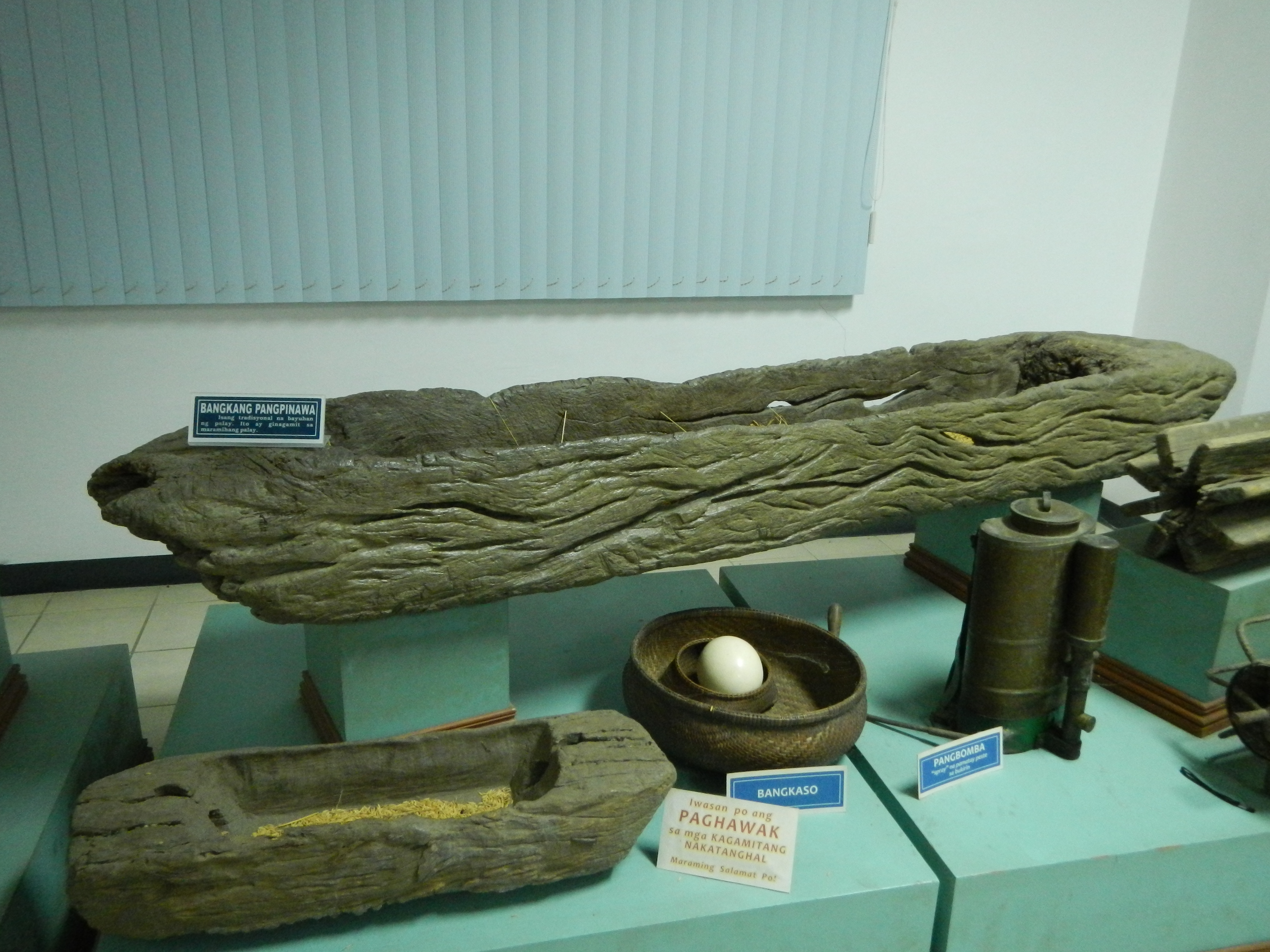
Bangkang pinawa, un antic morter filipí i pestle.

Es creu que el nom de Luzon deriva d'una cançó, una paraula en tagal que es refereix a un tipus particular de gran morter de fusta utilitzat en l'espellofament de l'arròs. Un article de recerca PIDS 2008 d'Eulito Bautista i Evelyn Javier proporciona una imatge d'un lusong, explicant:
| « | La mòlta tradicional es va aconseguir a la dècada de 1900 picant el palay amb una mà de fusta en un morter de pedra o fusta anomenat lusong. El primer cop treu la closca i un cop més treu el blanc, però també trenca la majoria dels grans. A més, amb una safata de bambú (bilao) separa la closca dels grans d'arròs. Aquesta tasca tradicional de batre a mà, tot i que molt laboriosa, donava com a resultat un munt d'arròs trencat, requeria de dos o tres homes i dones hàbils per treballar harmònicament i en realitat era una forma de socialització entre els joves dels pobles. | » |

Luconia, és un nom vell de l'illa de Luzon a les Filipines, representat en vells mapes llatins, italians i portuguesos com "Luçonia" o "Luconia".

## Història
Luzon va ser originalment habitada per negritos, abans que els austronèsics de Taiwan arribessin i els desplacessin. Alguns dels pobles austronèsics van formar civilitzacions de terres altes, i altres van formar estats costaners de terres baixes. Les civilitzacions de terres altes estaven situades a les muntanyes. Quant als estats costaners, alguns eren regnes budistes hindús, alguns eren principats musulmans, i alguns eren tribus etnoreligioses. Aquests estats tenien connexions comercials amb l'Índia, Borneo, Java, Sumatra, Malaia, la Indoxina, Bengala, Corea, Okinawa, el Japó i la Xina.
Poc abans de l'any 1000 dC, els pobles de Tagalog, Kapampangan i Pangasinan del sud i el centre de Luzon van establir diverses polítiques costaneres importants, en particular Maynila, Tondo i Namayan. El document filipí més antic conegut, escrit en 900AD, és la inscripció Laguna Copperplate, que nomena llocs en i al voltant de la badia de Manila i també esmenta Medan, un lloc a Indonèsia. Aquests regnes lippins costaners eren talassocràcies, basades en el comerç amb entitats polítiques asiàtiques veïnes, i estructurades mitjançant arrendaments entre els governants dels llogarets (Datu) i els propietaris (Lakan) o Rajahs, pels quals es van extreure els tributs i es van recaptar impostos.
Segons fonts en aquest moment, el comerç de grans pots de Ruson-tsukuri (literalment fets a Luzon, japonesos-Pangasinan) utilitzats per a emmagatzemar te verd i vi d'arròs amb el Japó va florir en el segle xii, i els terrissaires locals de tagàlog, Kapampangan i Pangasinan havien marcat cada pot amb lletres de Bayin denotant l'urna particular utilitzada i el forn. Alguns forns eren famosos sobre uns altres i els preus depenien de la reputació del forn. D'aquest puixant comerç, els pots de Burnay d'Ilocos són l'únic gran pot d'argila fabricat a Luzon avui amb orígens d'aquest temps.
Durant el 1300, l'imperi hindú de Majapahit, centrat en Javanjera, va governar breument sobre Luzon com es va registrar en el poema èpic Nagarakretagama, que afirmava que tenien colònies en Saludong (Manila) i Solot (Sulu). Finalment, els regnes de Luzon van recuperar la independència de Majapahit després de la batalla de Manila (1365) i Sulu també va restablir la independència i en venjança, van agredir a la província de Majapahit de Poni (Brunei) abans que una flota de la capital els expulsés.
L'Emperador Yongle va instituir un governador xinès a Luzon durant els viatges de Zheng He i va nomenar a Ko Ch'a-lao per a aquest càrrec en 1405. la Xina també tenia vassalls entre els líders de l'arxipèlag. La Xina va aconseguir l'ascendència en el comerç amb la zona durant el regnat de Yongle.
Després, algunes parts de Luzon van ser islamitzades quan l'antiga província de Majapahit de Poni es va alliberar, es va convertir a l'islam, va importar un príncep àrab del Xarifat de la Meca en la persona de Xarif Ali, que es va convertir en el sultà de Brunei, nació que després va expandir els seus regnes des de Borneo fins a les Filipines i va establir el Regne de Maynila com el seu estat-titella, així com incorporar el recentment convertit sultanat de Sulu mitjançant un matrimoni reial. No obstant això, altres regnes es van resistir a l'islam, com el Wangdom de Pangasinan que havia continuat sent un estat tributari de la Xina i era un regne que mantenia el comerç amb el Japó.
A la dècada de 1500, els habitants de Luzon es deien Lucções i van establir moltes comunitats d'ultramar dins de l'Indo-Pacífic i van ser actius en campanyes comercials, marineres i militars al sud-est asiàtic.
Els portuguesos van ser els primers exploradors europeus que ho van registrar a les seves cartes com Luçonia o Luçon i els habitants es deien Lucções. Edmund Roberts, que va visitar Luzón a principis del segle xix, va escriure que Luzón va ser "descoberta" el 1521. Moltes persones de Luzon tenien una feina activa a la Malaca portuguesa. Lucções com el magnat de les espècies de Luzón Regimo de Raja, amb seu a Malaca, va tenir una gran influència i els portuguesos el van nomenar Temenggong (Senyor del Mar) o governador i cap general responsable de la supervisió del comerç marítim, a Malaca. Com a Temenggung, també era el cap d'una armada que comerciava i protegia el comerç entre l'oceà Índic, l'estret de Malaca, el mar de la Xina Meridional i els principats marítims medievals de les Filipines. El seu pare i la seva dona van desenvolupar el seu negoci de comerç marítim després de la seva mort. Un altre comerciant important de Malaca va ser Curia de Raja, que també era de Luzón. El "cognom" de "de Raja" o "diraja" podria indicar que Regimo i Curia, i les seves famílies, eren d'ascendència noble o reial, ja que el terme és una abreviatura del sànscrit adiraja.
Pinto va assenyalar que hi havia una colla de lucçoes a les flotes islàmiques que van anar a la batalla amb els portuguesos a les Filipines durant el segle XVI. El sultà d'Aceh va donar a un d'ells (Sapetu Diraja) la tasca de mantenir Aru (nord-est de Sumatra) el 1540. Pinto també diu que un va ser nomenat líder dels malais que quedaven a les illes Moluques després de la conquesta portuguesa el 1511. Pigafetta assenyala que un d'ells estava al comandament de la flota de Brunei el 1521.
Tanmateix, els lucções no només van lluitar al costat dels musulmans. Pinto diu que aparentment també estaven entre els nadius de les Filipines que van lluitar contra els musulmans el 1538.
Al sud-est asiàtic continental, els guerrers Lusung/lucçoes van ajudar el rei birmà en la seva invasió de Siam el 1547 dC. Al mateix temps, els guerrers Lusong van lluitar al costat del rei siamès i es van enfrontar al mateix exèrcit d'elefants del rei birmà en la defensa de la capital siamesa a Ayutthaya. L'activitat militar i comercial de Lucçoes va arribar fins a Sri Lanka, al sud d'Àsia, on es va descobrir ceràmica Lungshanoid feta a Luzon en enterraments.
Així, els estudiosos han suggerit que podrien ser mercenaris valorats per tots els bàndols.
L'arribada dels espanyols al segle XVI va suposar la incorporació del poble llucçoes i la ruptura dels seus regnes i l'establiment de les Índies Orientals Espanyoles amb la seva capital Cebu, que es va traslladar a Manila després de la derrota del rajà Sulayman local el 1570. Sota Espanya, Luzon també va passar a ser conegut com la Nova Castella. A l'època espanyola, Luzon es va convertir en el punt focal del comerç entre Amèrica i Àsia. Els galeons de Manila construïts a la regió de Bicol, van portar plata extreta del Perú i Mèxic a Manila, que s'utilitzava per comprar productes comercials asiàtics com seda xinesa, gemmes índies i espècies indonèsies que s'exportaven a Amèrica. Aleshores, Luzón es va convertir en un punt focal de la migració global. La ciutat emmurallada d'Intramuros va ser fundada inicialment per 1200 famílies castellanes. El proper districte de Binondo es va convertir en el centre de negocis i es va transformar en el barri xinès més antic del món. També hi havia un districte més petit reservat per als migrants japonesos a Dilao. La ciutat de Cavite també va servir de port principal per a Luzón i molts soldats i mariners mexicans hi estaven estacionats a les guarnicions navals. Quan els espanyols van evacuar el Sultanat de Ternate, Indonèsia, van instal·lar els refugiats papús a Ternate, Cavite, que va rebre el nom de la seva terra natal evacuada. Després de la breu ocupació britànica de Manila, els soldats indis sipais que es van amotinar contra els seus comandants britànics i es van unir als espanyols, es van establir després a Cainta, Rizal. Els nouvinguts que eren empobrits mexicans i peninsulars van ser acusats de minar la submissió dels indígenes. L'any 1774, les autoritats de Bulacan, Tondo, Laguna Bay i altres zones que envolten Manila van informar amb consternació que soldats acomiadats i desertors (de Mèxic, Espanya i Perú) estaven proporcionant entrenament militar a indis per tot el territori durant la guerra britànica. També hi va haver una immigració contínua de tàmils de parla dravídica i de bengalí de parla indoeuropea a les zones rurals de Luzón, ja que els administradors espanyols, els nobles nadius i els empresaris xinesos els van importar com a mà d'obra esclava durant aquest període.
Finalment, gent de les Filipines, principalment de Luzon, va ser reclutada per França, que aleshores estava en aliança amb Espanya, per defensar al principi els conversos indoxinesos al cristianisme que van ser perseguits pels seus governs nadius allà, i que després es va estendre fins a conquerir Vietnam i Laos, i va restablir Cambodja com a protectorat francès, establint la Cotxinxina francesa que es va centrar a Saigon. A la Xina, els filipins van ser utilitzats com a mercenaris per reprimir amb èxit la rebel·lió anti-estrangera de Taiping.
A les Amèriques, en canvi, els filipins van ser molt actius en els aixecaments antiimperialistes, els filipins d'ultramar que vivien a Louisiana eren soldats que servien sota el comandament de Jean Lafayette en la defensa de Nova Orleans a la guerra de 1812 contra una Gran Bretanya que volia tornar a envair Amèrica. "Manilamen" reclutat de San Blas es va unir a l'argentí d'ascendència francesa, Hypolite Bouchard en l'assalt de la Califòrnia espanyola durant la Guerra de la Independència de l'Argentina. Ramón Fabié, nascut a Manila, va donar suport a Miguel Hidalgo a la Guerra de la Independència de Mèxic. Els filipins que vivien a Mèxic servint sota el comandament del general filipí-mexicà Isidoro Montes de Oca van assistir al llavors president insurgent, Vicente Guerrero, en la guerra d'independència de Mèxic contra Espanya. Llavors Luzón va produir un altre gran general, aquesta vegada, per a l'Imperi espanyol, en la persona de Marcelo Azcárraga y Palmero, que va esdevenir primer ministre d'Espanya. Marcelo Azcarraga Palmero va néixer a l'illa de Luzon (històricament anomenada Luçon) i va ser un restaurador d'un tron caigut, reialista dels Borbó espanyols. Es tracta d'un cas de noms històrics que es repeteixen des que l'exèrcit realista a la Revolta de La Vendée a França que va intentar restaurar els Borbó francesos es va basar principalment en la diòcesi de Luçon.
Després de molts anys d'ocupació espanyola i resistència a la reforma, es va produir l'aixecament d'Andrés Novales i es va inspirar en les Guerres d'Independència llatinoamericanes. L'aixecament de Novales va tenir sobretot el suport dels mexicans que vivien a les Filipines així com pels llatins immigrants de les nacions ara independents de Colòmbia, Veneçuela, Perú, Xile, Argentina i Costa Rica. Encara que l'aixecament va fracassar, va inspirar el Motí Cavite, la supressió del qual, va conduir als martiris dels sacerdots, Gomburza i la posterior execució del reformista i heroi, José Rizal. En contra d'això, la revolució filipina contra Espanya va esclatar a Cavite i es va estendre per tot Luzon i les Filipines. En conseqüència, la Primera República Filipina es va establir a Malolos, Bulacan. Mentrestant, Espanya va vendre les Filipines als Estats Units i la Primera República de les Filipines va resistir els nous colonitzadors estatunidencs a la Guerra filipino-estatunidenca que la República va perdre a causa del seu aïllament diplomàtic (Cap nació va reconèixer la Primera República) així com a causa de la superioritat numèrica de l'exèrcit nord-americà. Aleshores, els nord-americans van establir la fresca ciutat de muntanya de Baguio com a refugi d'estiu per als seus funcionaris. Els nord-americans també van reconstruir la capital, Manila, i van establir bases militars americanes a Olongapo i Angeles City.

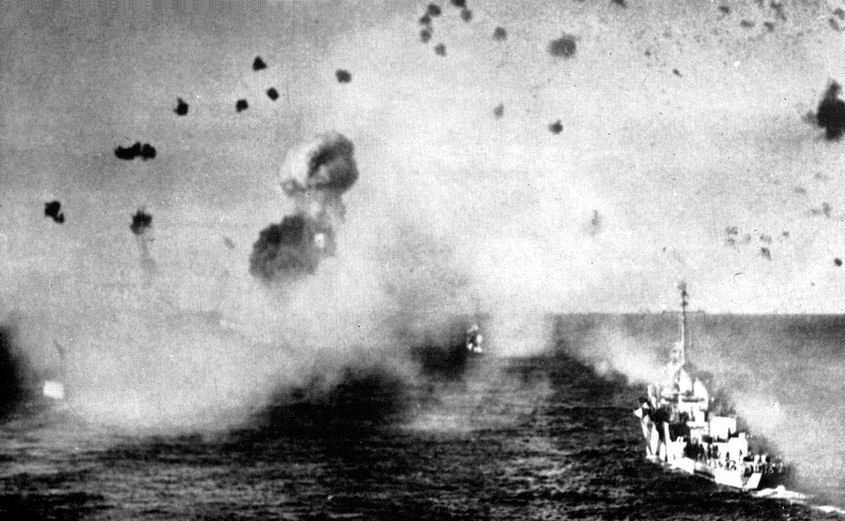
Vaixells de la Marina dels Estats Units sota atac mentre entraven al golf de Lingayen, gener de 1945

Durant la Segona Guerra Mundial, les Filipines van ser considerades de gran importància estratègica perquè la seva captura pel Japó representaria una amenaça important per als EUA. Com a resultat, 135.000 soldats i 227 avions estaven estacionats a les Filipines l'octubre de 1941. Luzon va ser capturat per les forces imperials japoneses el 1942 durant la seva campanya per capturar les Filipines. El general Douglas MacArthur —que en aquell moment estava a càrrec de la defensa de les Filipines— va rebre l'ordre d'arribar a Austràlia, i les forces nord-americanes restants es van retirar a la península de Bataan.
Uns mesos després d'això, MacArthur va expressar la seva creença que era necessari un intent de reconquistar les Filipines. El comandant nord-americà del Pacífic, l'almirall Chester Nimitz, i el cap d'operacions navals, l'almirall Ernest King, es van oposar a aquesta idea, argumentant que s'havia d'esperar fins que la victòria fos segura. MacArthur va haver d'esperar dos anys pel seu desig; va ser l'any 1944 abans que s'iniciés una campanya per reconquistar les Filipines. L'illa de Leyte va ser el primer objectiu de la campanya, que va ser capturada a finals de desembre de 1944. Això va ser seguit per l'atac a Mindoro i, més tard, a Luzon.
El final de la Guerra Mundial va requerir la descolonització a causa de l'augment dels moviments nacionalistes a les moltes colònies del món. Posteriorment, les Filipines es van independitzar dels Estats Units. Aleshores Luzon va sorgir per convertir-se en l'illa més desenvolupada de les Filipines. No obstant això, la pobresa persistent i la desigualtat causades per la llarga dictadura del dictador recolzat pels EUA, Ferdinand Marcos, va donar lloc a la diàspora filipina i moltes persones de Luzon han emigrat a altres llocs i havien establert grans comunitats a l'estranger; principalment als Estats Units, Hong Kong, Singapur i Aràbia Saudita. Finalment, la Revolució del Poder Popular liderada per Corazón Aquino i el cardenal Jaime Sin, va treure del poder a Marcos i als seus companys i van fugir a Hawaii on els EUA els van concedir asil. Les administracions següents estan gestionant posteriorment la recuperació política i econòmica de les Filipines amb l'objectiu particular d'estendre el desenvolupament fora de Luzón i a les províncies més aïllades de les Visayas i Mindanao.

## Geografia
L'illa de Luzon limita a l'oest amb la mar de la Xina Meridional (anomenat "mar de Luzon" en aigües territorials filipines), a l'est amb la mar de les Filipines i al nord amb l'estret de Luzon, on hi ha els canals de Babuyan i Balintang. Al sud hi ha les illes de Mindoro i Marinduque, i al sud-est la de Catanduanes. De forma més o menys rectangular, al sud-est en surt la península de Bicol en forma de llarg apèndix (uns 150 km). Més enllà d'aquesta península hi ha l'illa de Samar, separada per l'estret de San Bernardino, i al sud-oest les illes de Ticao, Burias i Masbate.
Luzon és molt muntanyosa i culmina en el mont Pulag (2.922 m), el segon cim més alt de les Filipines, a l'anomenada la Serralada Central; també en destaca el Mayon (2.460 m), el volcà filipí més famós, a la península de Bicol. A l'est de la serralada central de l'illa discorre el riu Cagayan, el principal de les Filipines. Més enllà del riu s'alça la Sierra Madre, la serralada més llarga del país. A l'oest, vora la costa de la mar de la Xina Meridional, s'alcen les muntanyes Zambales, on s'aixeca el volcà Pinatubo, famós per la seva enorme erupció el 1991.
Entre les diverses serralades es troba la plana del centre de Luzon, d'uns 11.000 km² de superfície, la principal productora d'arròs de l'arxipèlag. La plana és regada per diversos rius com l'Agno i el Pampanga. Enmig de la plana s'alça solitari el mont Arayat.
Totes cadenes muntanyoses fan que el litoral de Luzon sigui molt accidentat, amb multitud de golfs i badies com els de Lingayen, Manila, Lamon, San Miguel, Lagonoy, Ragay o Sorsogon. La badia de Manila es considera un dels millors ports naturals de l'Àsia Oriental, a causa de la seva grandària i la seva situació estratègica.
Al sud-est de la badia de Manila hi ha el llac principal del país i el més gran de l'Àsia sud-oriental, l'anomenada Laguna de Bay, amb 949 km², que desguassa pel riu Pasig fins a la badia de Manila. Més al sud hi ha el llac Taal, amb el petit volcà homònim que s'aixeca al mig de les seves aigües.

## El grup d'illes de Luzon
El grup d'illes de Luzon és una agrupació arbitrària que es divideix en vuit regions, les quals al seu torn se subdivideixen en 37 províncies, de les quals només set no es troben a l'illa mateix de Luzon. Aquest grup d'illes inclou les Batanes i Babuyan al nord, i Catanduanes, Masbate, Marinduque, Romblon i Mindoro al sud.

### Regions i províncies
Les vuit regions tenen centres administratius només a efectes formals, no oficials, excepte pel que fa a les regions administratives especials; el poder radica en els governs provincials. Els centres regionals tan sols són la seu de les oficines de turisme de la regió.
- Ilocos o Regió I. Situada al nord-oest de l'illa principal, comprèn les províncies d'Ilocos Nord, Ilocos Sud, La Union i Pangasinan. El centre administratiu és San Fernando, a La Union. La majoria dels seus habitants parlen ilocano i pangasinan.
- Vall de Cagayan o Regió II. Situada al nord-est de l'illa principal, inclou també les illes Batanes i Babuyan, al nord. Comprèn les províncies de Batanes, Cagayan, Isabela, Nueva Vizcaya i Quirino. El centre administratiu és Tuguegarao, a la província de Cagayan.
- Luzon Central o Regió III. Situada al centre de l'illa, conté la gran plana arrossera de les Filipines. Comprèn les províncies d'Aurora, Bataan, Bulacan, Nueva Ecija, Pampanga, Tarlac i Zambales. El centre administratiu es diu també San Fernando, a Pampanga.
- CALABARZON o Regió IV-A. Una de les regions més noves de les Filipines, abans formava part de la regió IV o Tagàlog Meridional. És una de les àrees més poblades del país. El seu nom és un acrònim de les províncies que comprèn, que són Batangas, Cavite, Laguna, Quezon i Rizal. Tot i que l'economia regional depèn de Manila, aquesta ciutat es troba a l'anomenada Regió de la Capital Nacional o Metro Manila (àrea metropolitana de Manila); el centre administratiu és Calamba, a la província de Laguna. La majoria dels seus habitants parlen tagàlog.
- MIMAROPA o Regió IV-B. Juntament amb CALABARZON és la regió més nova del país, i també formava part de la regió IV o Tagàlog Meridional. Conté la majoria de les illes del grup de Luzon. El seu nom és un acrònim de les províncies que comprèn, que són Marinduque, Mindoro Occidental, Mindoro Oriental, Palawan i Romblon. El centre administratiu és Calapan, a Mindoro Oriental.
- Bicol o Regió V. Ocupa la península de Bicol, al sud-est de l'illa principal, i les illes de Catanduanes, Masbate i altres de menors. Comprèn les províncies d'Albay, Camarines Nord, Camarines Sud, Catanduanes, Masbate i Sorsogon. El centre administratiu és Legazpi, a Albay. La majoria dels seus habitants parlen bicol.
- Regió Administrativa de la Cordillera (CAR segons les sigles en anglès). Comprèn gairebé tota la Cordillera Central, al nord de Luzon. La CAR, creada el 1989, és una regió administrativa especial per a les tribus indígenes d'aquestes muntanyes. Comprèn les províncies d'Abra, Apayao, Benguet, Ifugao, Kalinga i la província de la Muntanya. El centre administratiu és Baguio.
- Regió de la Capital Nacional o Metro Manila (NCR segons les sigles en anglès). És una regió administrativa especial que inclou la capital filipina, Manila; la ciutat més poblada, Quezon City, i 15 ciutats i municipis més. La regió és coneguda popularment com a Metro Manila, o regió metropolitana de Manila. És l'única regió de les Filipines que no té províncies i és la més densament poblada, amb més d'11 milions d'habitants dins una superfície de 636 km².

## Curiositats
A la Biblioteca Museu Víctor Balaguer de Vilanova i la Geltrú es conserven diversos objectes de la cultura filipina provinents d'aquesta illa.
A la Xina, fins ben entrat el segle xix, es conegué Espanya com a Lusong (pinyin: Lüsong; 呂宋) per la presència espanyola a l'illa i el comerç amb la Xina.